# Радовець Арнольд Анатолійович
Арно́льд Анато́лійович Радове́ць (нар. 30 листопада 1937, село Гвардійськ, Хмельницька область) — український політик. Народний депутат України V та VI скликання. Колишній член партії ВО «Батьківщина» (лютий 2000 — вересень 2010), був членом Політради та першим заступник керівника виконкому.

## Біографія
Українець. Дружина Людмила Володимирівна (1939-2020) — пенсіонерка. Дочка Ірина (1964) — головний спеціаліст НДІ.
Захоплюється мисливством та рибальством.

## Освіта
У 1959 році закінчив факультет промислово-цивільного будівництва Київського інженерно-будівельного інституту за фахом інженер-будівельник.

## Кар'єра
- Серпень 1954 — вересень 1959 — студент Київського інженерно-будівельного інституту.
- Вересень 1959 — січень 1963 — майстер, виконроб спеціалізованого БМУ Вінницького раднаргоспу, місто Хмельницький.
- Січень 1963 — січень 1964 — виконроб Київського спеціалізованого управління № 522 тресту «Сантехмонтаж» Мінмонтажспецбуду УРСР, місто Київ.
- Січень 1964 — листопад 1967 — інженер, старший інженер, головний диспетчер, головний технолог тресту «Київсільбуд» Мінсільбуду УРСР, місто Київ.
- Листопад 1967 — лютий 1968 — головний інженер управління виробничо-технічної комплектації тресту «Київсільбуд» Мінсільбуду УРСР, місто Київ.
- Лютий 1968 — червень 1975 — інструктор відділу будівництва, заступник завідувача фінансово-господарського відділу Київського обкому КПУ.
- Червень 1975 — вересень 1977 — головний інженер тресту «Укррадгоспспецбуд» Мінсільбуду УРСР, місто Київ.
- Вересень 1977 — березень 1981 — інструктор, березень 1981 — грудень 1988 — завідувач сектору сільського будівництва сільськогосподарського відділу, грудень 1988 — листопад 1990 — завідувач сектору соціального розвитку села аграрного відділу ЦК КПУ.
- Листопад 1990 — червень 1992 — перший заступник Головного Державного Комітету України з соціального розвитку села.
- Червень 1992 — вересень 1996 — начальник Головного управління з соціального розвитку села, Міністерство сільського господарства і продовольства України.
- Жовтень 1996 — травень 1998 — заступник начальника відділу розвитку виробництва, травень 1998 — травень 1999 — начальник виробничо-господарського відділу СП ЗАТ «Украгробізнес». Член Комісії з розробки Національної програми розвитку сільськогосподарського виробництва на 1996–2005 роки (з вересня 1995).

## Парламентська діяльність
Народний депутат України 5-го скликання з 25 травня 2006 до 14 червня 2007 від «Блоку Юлії Тимошенко», № 131 в списку. На час виборів: помічник-консультант народного депутата України, член партії ВО «Батьківщина». Член фракції «Блок Юлії Тимошенко» (з 25 травня 2006). Член Комітету з питань будівництва, містобудування і житлово-комунального господарства (з 18 липня 2006). 14 червня 2007 достроково припинив свої повноваження під час масового складення мандатів депутатами-опозиціонерами з метою проведення позачергових виборів до Верховної Ради.
Народний депутат України 6-го скликання з 23 листопада 2007 до 12 грудня 2012 від «Блоку Юлії Тимошенко», № 107 в списку. На час виборів: пенсіонер, член партії ВО «Батьківщина». Член фракції «Блок Юлії Тимошенко» (23 листопада 2007 — 8 вересня 2010). Виключений з фракції «за співпрацю з чинною владою, яка була спрямована на створення перешкод в участі партії ВО «Батьківщина» у місцевих виборах». Член групи «Реформи заради майбутнього» (з 16 лютого 2011). Член Комітету будівництва, містобудування і житлово-комунального господарства та регіональної політики (з 26 грудня 2007).

## Нагороди, державні ранги
Заслужений будівельник України (з 1986). 4 медалі (1970, 1977, 1982, 1985). Орден «За заслуги» III ступеня (листопад 2007).